# Dendryphantes centromaculatus
Dendryphantes centromaculatus là một loài nhện trong họ Salticidae.
Loài này thuộc chi Dendryphantes. Dendryphantes centromaculatus được Władysław Taczanowski miêu tả năm 1878.